# زانتورامین
زانتورامین (به انگلیسی: Xanthorhamnin) با فرمول شیمیایی C۳۴H۴۲O۲۰ یک ترکیب شیمیایی با شناسه پاب‌کم ۵۳۵۱۴۹۵ است. که جرم مولی آن ۷۷۰٫۶۸ g/mol می‌باشد. 